# Le gelosie villane
Le gelosie villane (título original en italiano; en español, Las celosas campesinas) es un dramma giocoso en tres actos con música de Giuseppe Sarti y libreto de Tommaso Grandi. Se estrenó en noviembre de 1776 en el Teatro San Samuele de Venecia. 
Como muchas otras óperas de Sarti, esta obra se representó con regularidad a lo largo del último cuarto del siglo XVIII. El dramma giocoso es una sátira sobre las relaciones amorosas entre un marqués y algunas jóvenes campesinas de su hacienda. El libreto de Le gelosie villane fue posteriormente musicado también por Pasquale Anfossi.